# Escut i bandera d'Albalat dels Tarongers
L'escut i la bandera d'Albalat dels Tarongers són els símbols representatius d'Albalat dels Tarongers, municipi del País Valencià, a la comarca del Camp de Morvedre.

## Escut heràldic
L'escut oficial d'Albalat dels Tarongers té el següent blasonament:
| « | Escut quadrilong de punta redona, truncat. Al primer quarter, en camp d'argent, tres tarongers de sinople terrassats del mateix color i fruitats d'or. Al segon quarter, en camp de gules, un castell d'or, aclarit i maçonat de sable. Al timbre, corona reial oberta. | » |

## Bandera
La bandera oficial d'Albalat dels Tarongers té la següent descripció:
| « | Bandera de proporcions 2:3. Per meitat horitzontal, la primera de blanc o gris perla, tres tarongers de verd terrassats del mateix color i fruitats de groc. Al segon, de roig, un castell groc, aclarit i maçonat de negre. | » |

## Història
L'escut s'aprovà per Resolució de 28 de maig de 1999, del conseller de Presidència, publicada en el DOGV núm. 3.549, de 29 de juliol de 1999.
La bandera s'aprovà per Resolució de 21 de desembre de 2015, de la Presidència de la Generalitat, publicada en el DOCV núm. 7.699, de 18 de gener de 2016.
Els tarongers, primer escut de la població, són un element parlant tradicional al·lusiu al nom de la localitat. El castell fa referència a la casa palau del segle xiv, un exemple d'arquitectura civil gòtica del País Valencià; i és un símbol dels diferents llinatges que van posseir la senyoria.
A l'Arxiu Històric Nacional es conserva l'empremta un segell en tinta d'Albalat dels Tarongers de 1877 on ja hi apareixen els tarongers:

Segell de l'Alcaldia, AHN, 1877.

El segell va acompanyat de la següent descripció de l'alcalde Vicente Asensi:
| « | (castellà) Este sello representa tres naranjos, y dimana este signo desde hace muchos años en que aún no eran tan conocidas estas clases de plantas, y desde la salida de este pueblo hasta la carretera, estaba plantado a manera de alameda de naranjos muy antiguos, cuyos árboles desaparecieron a consecuencia de unas avenidas de agua por el río Palancia cuya alameda atravesaba dicho río; pero que en aquel entonces no era tan grande el cauce como lo es en la actualidad. Esta es la razón porque se llama este pueblo Albalat de Taronchers, aunque oficialmente dice de Segart. | (català) Aquest segell representa tres tarongers, i prové aquest signe des de fa molts anys en què encara no eren tan conegudes aquestes classes de plantes, i des de l'eixida d'aquest poble fins a la carretera, estava plantat a manera d'albereda de tarongers molt antics, els arbres desaparegueren a conseqüència d'unes avingudes d'aigua pel riu Palància, la albereda de la qual travessava aquest riu; però que en aquell temps no era tan gran el llit com ho és en l'actualitat. Aquesta és la raó perquè es diu aquest poble Albalat dels Tarongers, encara que oficialment es diu de Segart. | » |
| — Albalat de Taronchers, 24 de marzo 1877. El Alcalde: Vicente Asensi. El Secretario accidental: Juan Mateu (Arxiu Històric Nacional) | | |   |